# Saltee Islands
Saltee Islands (Ostrovy Saltee) je dvojice ostrovů ležících 5 kilometrů od jižního pobřeží hrabství Wexford v Irsku. Dvojici tvoří větší ostrov Great Saltee (89 hektarů) a menší Little Saltee (37 hektarů).
Ostrovy jsou od roku 1943 v soukromém majetku rodiny Neale, pro veřejnost je však Great Saltee po většinu roku přístupný lodí z přístavu Kilmore Quay. Rodina Neale z důvodu ochrany přírodního bohatství ostrova, zejména mořských ptáků, vyžaduje od návštěvníků dodržování přísného režimu. Ostrov lze navštívit pouze mezi 11:00 a 16:30, vstup se psem není možný, stanování, kempování nebo používání dronů jsou také zakázány. Na ostrově není, kromě domu majitelů, žádná infrastruktura, přístřešek, sociální zařízení, pitná voda nebo odpadkové koše.
Ostrovy Saltee Islands jsou vedle souostroví Skelling nejdůležitější lokalitou pro hnízdění mořských ptáků v Irsku. Běžně zde hnízdí papuchalk, terej, buřňák, kormorán, racci, alkouni, alky. V okolí ostrova se také vyskytuje populace tuleně kuželozubého. Území obou ostrovů až do vzdálenosti přibližně 500 metrů od pobřeží je chráněno jako ptačí oblast a současně je zařazeno do seznamu evropsky významných lokalit.
Vody v okolí ostrova jsou pro námořníky velice zrádné, proto je toto území známé jako “Hřbitov tisíce lodí, kde ostrov je náhrobní kámen”. Přezdívka není přehnaná, odhady skutečně hovoří o více než tisícovce potopených lodí, důvodem je častokrát divoké moře, ale zejména útesy skryté těsně pod hladinou moře. Ostrovy se nachází na hlavní námořní cestě mezi Velkou Británii a Spojenými státy proto byly v minulosti útočištěm pirátů a pašeráků.